# Kabbia
Le département de la Kabbia est un des 4 départements composant la région du Mayo-Kebbi Est au Tchad. Son chef-lieu est Gounou Gaya.

## Histoire
Le département de la Kabbia a été créé par le décret 355/PR/MISD/99 du 1er septembre 1999 avec un ressort territorial plus large : sous-préfectures de Gounou Gaya, Fianga et Binder.
Il a été réorganisé par le décret 415/PR/MAT/02 du 17 octobre 2002 : sous-préfectures de sous-préfectures de Gounou Gaya, Fianga et Hollom Games.
Il a été divisé en 2004 (?) lors de la création du département du Mont d'Illi.
Il correspond à l'ancienne sous-préfecture de Gounou Gaya (1960-1999), issue du poste de contrôle administratif de Gounou Gaya créé en 1950 dans la subdivision de Fianga.
Une subdivision de la Kabbia fut créée le 20 février 1946 après suppression des subdivisions de Pala et de Fianga. Son chef-lieu était Pala. Elle fut supprimée le 31 juillet de la même année (retour au statu quo ante).

## Subdivisions
Le département de la Kabbia est divisé en 4 sous-préfectures :
| Sous-préfecture | Chef-lieu   | Cantons                                     |
| --------------- | ----------- | ------------------------------------------- |
| Gounou Gaya     | Gounou Gaya | -Domo - Djarao - Gaya Centre - Gounou - Léo |
| Bérem           | Bérem       | - Bérem                                     |
| Djodo Gassa     | Djodo Gassa | - Tagal                                     |
| Pont Carol      | Pont Carol  | - Bérem                                     |

## Économie
Le commerce, l'agriculture et la pêche.

## Administration

### Représentation déconcentrée de l'État: Préfecture de la Kabbia
L'État est représenté par un Préfet de département qui est un fonctionnaire. Il est secondé par un Secretaire général.
Liste des administrateurs :
Préfets de la Kabbia (depuis 1999)
- 9 octobre 2008 : Daoud Mahamat Abakora[3]
- 2009 : Adoum Daye Zere
- 13 décembre 2010 : Mbaïlemel Michel[4]

### Collectivité territoriale décentralisée: Département de la Kabbia
Les collectivités locales décentralisées, dont le département de la Kabbia, ont été créées par l'ordonnance 01/PR/2003 du 8 septembre 2003. Elles n'ont pas encore été mises en place.
Liste des Présidents du Conseil départemental de la Kabbia :
- en attente de la mise en place effective des départements